# 索廖諾耶湖 (基亞赫京斯基區)
50°19′42″N 106°50′50″E / 50.32833°N 106.84722°E

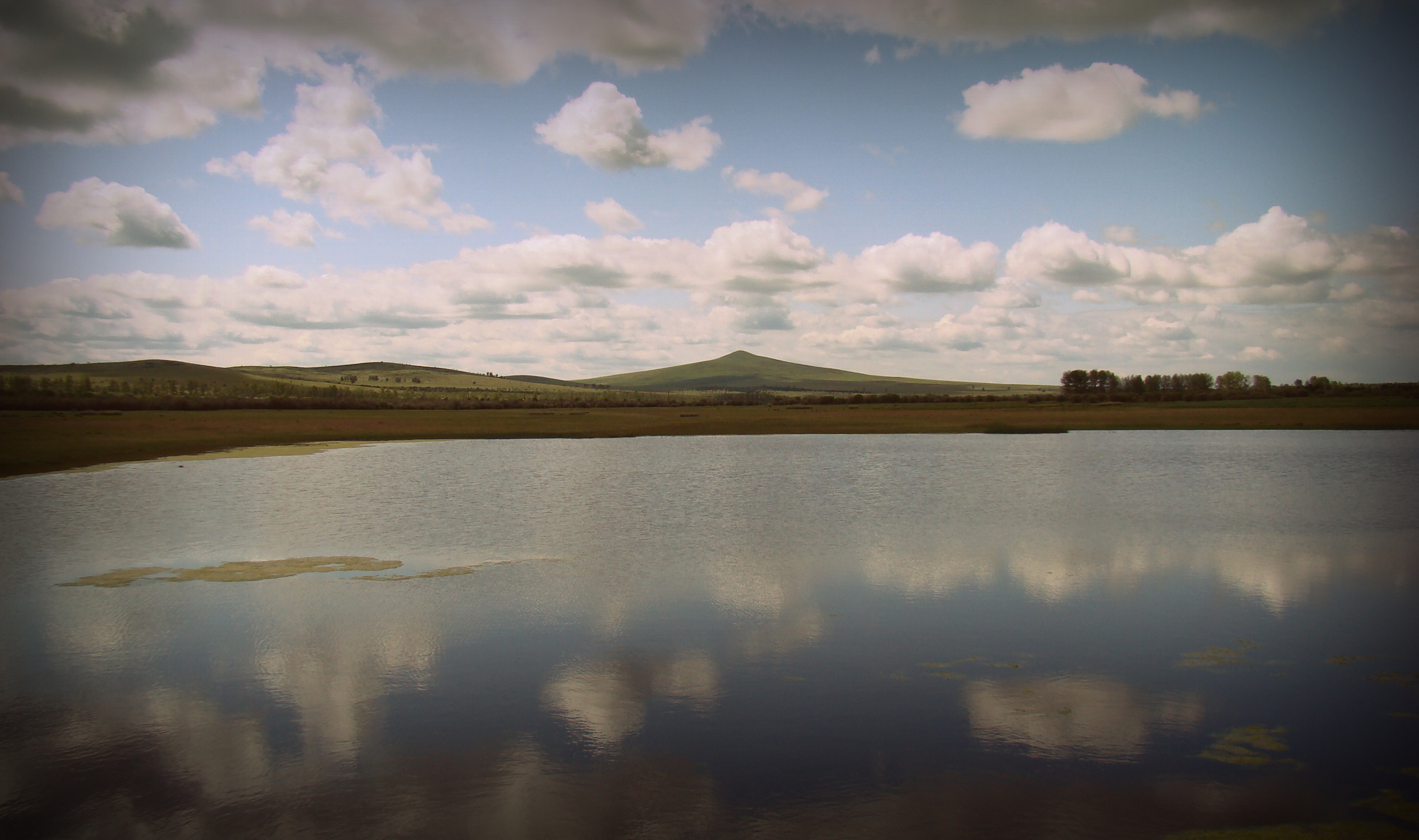

索廖諾耶湖（俄语：Солёное），是俄羅斯的湖泊，位於該國南部，由布里亞特共和國負責管轄，面積0.4平方公里，湖岸線長度2.6公里，該湖泊最大水深1米。